# Vivere con l'uomo lupo
Vivere con l'uomo lupo (Living With the Wolfman) è una serie di documentari naturalistici del 2008, con protagonisti il naturalista ed esperto di lupi Shaun Ellis e la sua fidanzata Helen che insegnano ad un branco di lupi in cattività a non perdere l'istinto di sopravvivenza. La serie è stata trasmessa negli Stati Uniti dal 21 ottobre 2008 su Animal Planet e Italia ogni martedì sera dal 25 maggio 2010 su Animal Planet.
Shaun Ellis è un naturalista inglese che studia i lupi da 15 anni. Dopo essersi preso cura di tre cuccioli, decide di andare in tutti gli zoo ad insegnare ai lupi come comportarsi quando saranno liberi. In questa serie, collabora con la sua fidanzata Helen, con cui insegna ai lupi a essere predatori. Al contrario del fidanzato, Helen è ancora lontana dall'essere accettata come un membro del branco, se non dalla femmina alfa Cheyenne come tata dei suoi cuccioli.